# Fröken Snusk
Fröken Snusk (ur. 2004 lub 2005) – szwedzka piosenkarka.
Nie jest znana jej prawdziwa tożsamość, publicznie pojawia się wyłącznie w różowej kominiarce.

## Wizerunek i kariera
Jej pseudonim artystyczny oznacza „Pani Brud”, co odnosi się do zawartości tekstów występujących w jej piosenkach – jest kontrowersyjną postacią z powodu częstego występowania nich wulgaryzmów, odniesień do posiadania luksusowych samochodów, seksu i pijaństwa; jest również krytykowana z powodu mniemanego występowania seksizmu i homofobii w tekstach jej utworów.
Postać, grana przez nieznaną publice kobietę, została stworzona przez rapera Rasmusa Gozziego, który również tworzy dla niej piosenki i wydaje je za pomocą swojej wytwórni muzycznej, Gozzi Records, oraz często wraz z nią występuje. Po rozpoczęciu działalności muzycznej w 2022 roku, szybko stała się jedną z najbardziej popularnych wykonawczyń muzyki epadunk – podgatunku muzyki elektronicznej, związanym z subkulturą pojazdów a-tractors (samochód zmodyfikowany tak, aby miał prędkość maksymalną wystarczająco niską, aby mogłą prowadzić go osoba niepełnoletnia; często kojarzy się z wiejskimi i częściowo odizolowanymi obszarami Szwecji). Siedzibą artystki znajduje się w sztokholmskim okręgu Bromma. W zdobyciu popularności pomogło jej wiralowe rozprzestrzenianie się filmów z jej muzyką na platformie TikTok.
W 2022 roku wydała również dwa albumy: Jag vill ha dig här hos mig oraz Sommar med Fröken. Prawie rok po wydaniu singla „Rid mig som en dalahäst”, w styczniu 2023 roku pojawił się on na oficjalnej szwedzkiej liście sprzedaży, gdzie był przez 70 tyodni i w szczytowym momencie zajął 1. miejsce. W 2023 została nominowana do nagrody Odkrycia roku podczas gali Rockbjörnen. W grudniu 2023 ogłoszono, że zakwalifikowała się ona do stawki konkursowej Melodifestivalen 2024, gdzie zgłosiła się z piosenką „Unga & fria”. 10 lutego wystąpiła w drugim półfinale selekcji, w którym zajęła 4. miejsce i awansowała do dogrywki, w której odpadła. Mimo tego, piosenka stała się hitem w Szwecji i została drugim utworem artystki, który znalazł się na pierwszym miejscu listy sprzedaży w Szwecji.
Na początku 2024 roku piosenki autorstwa Gozziego, w tym wiele z nich wykonanych przez Fröken Snusk, zostały usunięte z platformy Spotify z powodu podejrzeń kupowania odtworzeń, czego artystka zaprzeczyła. Utwory powróciły na platformę niedługo później. Również w 2024 stała się uczestniczką programu Fångarna på fortet na TV4, szwedzkiego odpowiednika formatu Fort Boyard, a w maju tego roku zwyciężyła czwartą edycję programu Masked Singer Sverige.